# Проскурень
Проскурень (рум. Proscureni) — село в Ришканському районі Молдови. Входить до складу комуни, адміністративним центром якої є місто Костешти.
Більшість населення - українці. Згідно з переписом населення 2004 року - 121 особа (70%).